# Neculai Costăchescu
Neculai Costăchescu (n. 1876, Huși – d. 14 iulie 1939, Iași) a fost un chimist și om politic român, profesor la Facultatea de Științe și la Facultatea de Medicină a Universității din Iași, membru de onoare (din 1936) al Academiei Române.

## Biografie
Neculai Costăchescu a absolvit Liceul Național din Iași și a obținut bacalaureatul la Universitatea din Iași. S-a înscris la Facultatea de Științe, secția Fizico-Chimice a Universității din Iași urmând și Școala Normală Superioară (1895-1896) condusă de Anastasie Obregia. În anul 1901 a obținut licența în științe fizico-chimice și a fost numit șef de lucrări la Facultatea de Chimie, Laboratorul de chimie minerală, condus de profesorul Petru Poni.
După ce a devenit doctor în chimie (1905), beneficiind de bursa Adamachi a Academiei Române studiază chimia timp de patru semestre la Universitatea din Zürich în laboratorul profesorului Alfred Werner.
Neculai Costăchescu a fost ministru al Instrucției în două guverne Maniu (10 noiembrie 1928-6 iunie 1930 și 13 iunie-9 octombrie 1930) și un guvern Mironescu .